# Peixe-panga

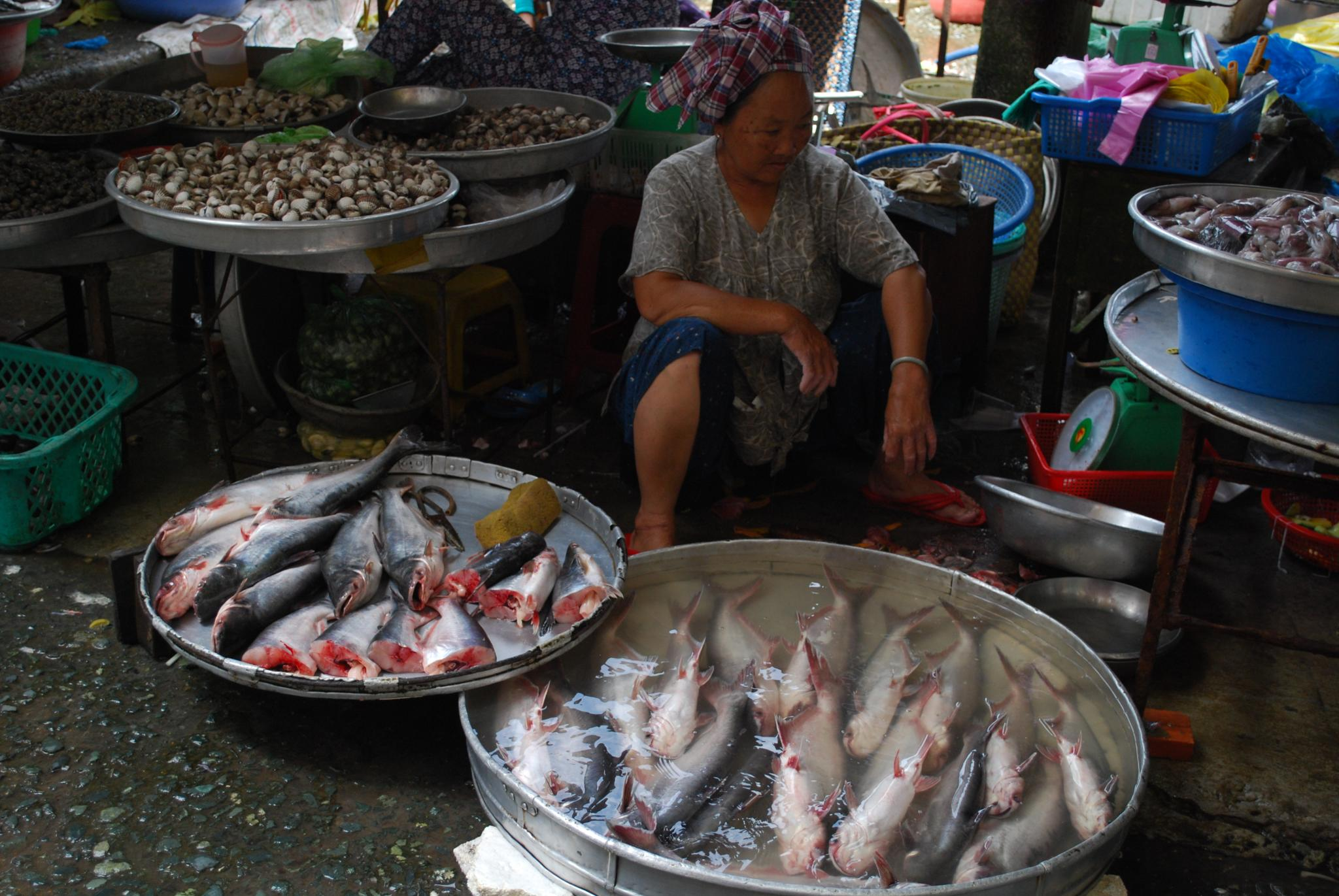
Peixes-pangas sendo vendidos em comércio no Vietnã.

Peixe-panga é o termo normalmente utilizado para designar espécies de peixe pertencentes ao gênero Pangasius, da família Pangasiidae, da ordem dos Siluriformes. Conhecido popularmente como peixe-gato (catfish), trata-se de um peixe similar ao bagre.

## Cultivo
Peixes-pangas são cultivado há mais de 1000 anos no rio Mekong, um dos maiores rios do sudeste asiático e um dos mais importantes para a economia local. Embora existam várias espécies do gênero Pangasius, somente duas são cultivadas no Mekong - Pangasius bocourti e Pangasius hypophthalmus - sendo a produção do segundo destinado para exportação.
Os peixes são cultivados em tanques formados artificialmente, com a própria água do rio Mekong, tratada e altamente controlada para garantir o padrão de qualidade internacional da aquicultura. Apesar da aquicultura no Vietnã ser difundida desde o início da década de 1960, os primeiros relatos do cultivo da espécie Panga voltada para a comercialização é datada do ano de 1997, de acordo com a VASEP (Vietnam Association of Seafood Exporters and Producers - Associação dos Produtores e Exportadores de Pescados do Vietnã).

## Exportação
Os primeiros registros de exportação do peixe-panga datam do ano de 2003.
Hoje o Vietnã exporta o peixe para mais de 240 países, entre os quais Estados Unidos, Rússia, Japão, Austrália e países da União Europeia. Segundo Ricardo Tsukamoto, da Bioconsult, a União Europeia é grande consumidora de filé de Pangasius, preferindo esse peixe à tilápia. As questões trabalhistas e sanitárias relativas à aquicultura vietnamita foram exaustivamente investigadas e aprovadas por Estados Unidos e países europeus com grande mercado consumidor. "Empresas japonesas vêm investindo na aquicultura vietnamita há anos, para garantir que o produto consiga entrar facilmente no Japão", conclui Tsukamoto. Ainda assim, o Ministério da Agricultura, Pecuária e Abastecimento (MAPA) do Brasil realizou uma série de análises nesta espécie, com o objetivo de confirmar a alta qualidade do produto, que foi aprovado sem restrições.
O peixe-panga passou pelos mais rigorosos testes de qualidade e conquistou as certificações mais importantes para a comercialização do produto destinados à exportação:
No ano de 2010, somente as exportações vietnamitas de peixe-panga somaram 659.000 toneladas, o que representa 53% de toda produção brasileira de pescados do ano de 2009 (1.240.813 toneladas).
Quando comparamos o volume total de exportação de Panga com espécies mais conhecidas no Brasil, temos um cenário ainda mais surpreendente:
- A exportação de peixe-panga representa quase cinco vezes mais do que a produção brasileira de tilápia (132.958 toneladas em 2009);
- A exportação de peixe-panga representa quase oito vezes mais do que a produção brasileira de Sardinha (88.286 toneladas em 2009);
É importante comentar que, nos Estados Unidos, o peixe-panga tem a aprovação de um dos órgãos mais respeitados do mundo: o FDA – Food and Drug Administration.
Para atender a demanda interna do Vietnã e das exportações, hoje existem muitas empresas e cooperativas focadas na aquicultura, principalmente no cultivo do peixe-panga, que hoje é conhecido como “Princesa bonita” devido ao seu alto grau de representatividade na economia do país.

## Peixe-panga no Brasil
O Brasil, de modo geral, não é um país culturalmente habituado a ter o peixe como principal proteína em sua alimentação. Porém, é percetível que os hábitos do brasileiro estão mudando. O consumo de pescado per capita anual pulou de 6,46 kg (2003) para 9,03 kg (2009), o que representou um aumento de 40%.
Em contrapartida, a recomendação da Organização Mundial de Saúde (OMS), é que sejam consumidos 12 kg de pescados per capita anual. Esse cenário pode ser atribuído, entre outros fatores, ao custo elevado do pescado no Brasil.
Nesse contexto, grandes indústrias pesqueiras nacionais começaram, em 2009, a importação do peixe Panga, uma opção de excelente custo-benefício (chegando a custar 50% mais barato que outras espécies, como a pescada) ao consumidor, que ocasionou a forte aceitação do produto no mercado.
Mesmo com todas as certificações internacionais dos exportadores vietnamitas, o peixe-panga ainda é alvo de retaliações disseminadas principalmente através de spams e boatos de Internet (hoax) que colocam em dúvida sua origem e procedência, dificultando a sua consolidação no Brasil. Por esse motivo, o Ministério da Agricultura, Pecuária e Abastecimento do Brasil realizou uma missão ao Vietnã em dezembro de 2009 com o intuito de inspecionar as indústrias vietnamitas que, na época, pleiteavam exportação para o Brasil, assim como foram auditados os controles sanitários exercidos por sua autoridade sanitária, o NAFIQAD.
Durante a auditoria constatou-se que o Vietnã possui mecanismos de controle e regulamentação séria com instituições que realizavam o monitoramento dos perigos relacionados com a segurança dos produtos por elas elaborados. Além disso, toda produção possuía verificação de sua autoridade sanitária oficial, comprovada com documentos e evidências de auditoria, e que monitoram de perto os processos de cultivo e elaboração dos produtos da pesca, possuindo laboratórios atuantes e estruturados para esse controle.
Mesmo após alguns anos da realização dessa missão ao Vietnã, e da comprovação de sua qualidade, o peixe Panga voltou a ficar em forte evidência nos últimos meses. Voltou-se a disseminar os rumores sobre a qualidade do peixe, dizendo que ele é criado em águas poluídas, com bactérias entre outros problemas.
Esse fato levou novamente o governo a se pronunciar oficialmente sobre a espécie em questão. Foi então que, em 31 de outubro de 2011, o Ministério da Agricultura, Pecuária e Abastecimento emitiu um memorando para esclarecer, mais uma vez, a verdade sobre o peixe-panga.
Ministério da Agricultura já fez três inspeções no Vietnã, desde 2009, e não encontrou absolutamente nada de errado. O panga é totalmente seguro para alimentação e exportação", diz Lilian Viana Teixeira, professora do departamento de tecnologia de inspeção em produtos de origem animal da UFMG. Para ela, os boatos estão mais relacionados à questão comercial, já que o panga, no Brasil, chega a custar menos que o peixe mais barato do mercado – neste caso, a merluza. "Devido aos boatos, podemos ter esse peixe sendo vendido como outra espécie, para ter maior aceitação entre os brasileiros. Porém, seu sabor é um pouco mais forte que o da tilápia".[carece de fontes?]

## Características de consumo
É muito versátil, permite vários tipos de preparo (grelhado, frito, assado e ensopado), também possui um ótimo custo-benefício, por conta das técnicas avançadas de criação e processamento utilizadas pelo Vietnã. Além disso, destaca-se a forma prática de usar o peixe congelado, comercializado limpo e em filés.
O peixe-panga é comercializado hoje no Brasil das seguintes formas:
- Filé Com Gordura: com carne vermelha ou branca (se existe adição de tripolifosfato), gordura dobrada para baixo (toda barriga), sem espinhos e sem pele
- Filé Semi Aparado: com carne vermelha ou branca (se existe adição de tripolifosfato), pouca gordura (meia barriga), sem espinhos e sem pele
- Filé Premium: com carne vermelha ou branca (se existe adição de tripolifosfato), sem godura (barriga), sem espinhos e sem pele

Os filés podem ser encontrados em blocos inter-folhados ou IQF ((Individually Quickly Frozen) - Tanto em caixas ou em pacotes de 1 kg)